# Diócesis de Yibuti
La diócesis de Yibuti (en latín: Dioecesis Gibuten(sis) y en francés: Diocèse de Djibouti) es una circunscripción eclesiástica de rito latino de la Iglesia católica en Yibuti, inmediatamente sujeta a la Santa Sede. Desde el 13 de marzo de 2001 su obispo es Giorgio Bertin, O.F.M.

## Territorio y organización
La diócesis extiende su jurisdicción sobre los fieles católicos de rito latino residentes en el territorio de Yibuti.
La sede episcopal está en la ciudad de Yibuti, en donde se encuentra la Catedral de Nuestra Señora del Buen Pastor.
En 2019 el territorio estaba subdividido en 5 parroquias.
Los obispos de Yibuti son miembros de derecho de la Conferencia de Obispos Latinos en las Regiones Árabes. El obispo, además de su ministerio en Yibuti, el de administrador apostólico de la diócesis de Mogadiscio en Somalia, y colabora con el clero de la península arábiga y de los países vecinos.

## Historia
La Iglesia católica estableció su presencia en Yibuti con la primera evangelización realizada por los capuchinos franceses de Etiopía en 1881. La Somalia francesa fue formalmente establecida en 1896.
La prefectura apostólica de Yibuti fue erigida el 28 de abril de 1914 con el decreto Ne adversis de la Congregación de Propaganda Fide, separando territorio del vicariato apostólico de los Gallas (hoy vicariato apostólico de Harar).
El 13 de febrero de 1925 la prefectura apostólica incorporó otra porción de territorio del mismo vicariato apostólico de los Gallas en virtud del breve Ex hac divi del papa Pío XI.
El 25 de marzo de 1937 se ajustan los límites de la prefectura apostólica a la Somalia francesa en virtud de la bula Quo in Praefectura del mismo papa Pío XI.
El 14 de septiembre de 1955 la prefectura apostólica fue elevada a diócesis con la bula Dum tantis del papa Pío XII.
En 1967 la Somalia francesa se transformó en el Territorio Francés de los Afars y de los Issas, y adquirió la independencia en 1977 con el nombre de República de Yibuti. 

## Episcopologio
- Pascal Lombard, O.F.M.Cap. † (1914-1923 renunció)
  - Sede vacante (1923-1937)
- Marcellien Lucas, O.F.M.Cap. † (22 de octubre de 1937-1945 renunció)
- Henri-Bernardin Hoffmann, O.F.M.Cap. † (28 de septiembre de 1945-21 de marzo de 1979 falleció)
- Michel-Joseph-Gérard Gagnon, M.Afr. † (28 de marzo de 1980-3 de julio de 1987 renunció)
  - Sede vacante (1987-1992)
- Georges Marcel Émile Nicolas Perron, O.F.M.Cap. † (21 de noviembre de 1992- 13 de marzo de 2001 retirado)[5]
- Giorgio Bertin, O.F.M., desde el 13 de marzo de 2001

## Estadísticas
De acuerdo al Anuario Pontificio 2020 la diócesis tenía a fines de 2019 un total de 5130 fieles bautizados.
| Año                                                                             | Población            | Población | Población      | Sacerdotes | Sacerdotes    | Sacerdotes    | Bautizados por sacerdote | Diáconos permanentes | Religiosos | Religiosos | Parroquias |
| Año                                                                             | Bautizados católicos | Total     | % de católicos | Total      | Clero secular | Clero regular | Bautizados por sacerdote | Diáconos permanentes | Varones    | Mujeres    | Parroquias |
| ------------------------------------------------------------------------------- | -------------------- | --------- | -------------- | ---------- | ------------- | ------------- | ------------------------ | -------------------- | ---------- | ---------- | ---------- |
| 1950                                                                            | 2500                 | 80 000    | 3.1            | 6          |               | 6             | 416                      |                      |            | 15         | 1          |
| 1970                                                                            | 10 000               | 150 000   | 6.7            | 13         | 2             | 11            | 769                      |                      | 15         | 35         | 9          |
| 1980                                                                            | 12 400               | 118 000   | 10.5           | 6          | 1             | 5             | 2066                     | 1                    | 13         | 23         | 6          |
| 1990                                                                            | 8000                 | 420 000   | 1.9            | 6          |               | 6             | 1333                     |                      | 14         | 28         | 6          |
| 1999                                                                            | 7000                 | 525 000   | 1.3            | 6          | 1             | 5             | 1166                     |                      | 12         | 18         | 5          |
| 2000                                                                            | 7000                 | 550 000   | 1.3            | 4          | 1             | 3             | 1750                     |                      | 8          | 19         | 5          |
| 2001                                                                            | 7000                 | 557 000   | 1.3            | 6          | 2             | 4             | 1166                     |                      | 9          | 19         | 5          |
| 2002                                                                            | 7000                 | 557 000   | 1.3            | 6          | 3             | 3             | 1166                     |                      | 8          | 24         | 6          |
| 2003                                                                            | 7000                 | 557 000   | 1.3            | 3          | 2             | 1             | 2333                     |                      | 5          | 21         | 6          |
| 2004                                                                            | 7000                 | 557 000   | 1.3            | 7          | 2             | 5             | 1000                     |                      | 9          | 19         | 6          |
| 2006                                                                            | 7000                 | 747 000   | 0.9            | 6          | 3             | 3             | 1166                     |                      | 11         | 23         | 5          |
| 2007                                                                            | 7000                 | 747 000   | 0.9            | 3          | 1             | 2             | 2333                     |                      | 7          | 23         | 5          |
| 2013                                                                            | 5000                 | 850 000   | 0.6            | 3          | 1             | 2             | 1666                     |                      | 2          | 28         | 5          |
| 2016                                                                            | 5000                 | 872 932   | 0.6            | ?          | ?             | ?             | ?                        |                      | ?          | 24         | 5          |
| 2017                                                                            | 5065                 | 884 280   | 0.6            | 3          | 3             |               | 1688                     |                      |            | 24         | 5          |
| 2019                                                                            | 5130                 | 895 775   | 0.6            | 2          | 2             |               | 2565                     |                      |            | 29         | 5          |
| Fuente: Catholic-Hierarchy, que a su vez toma los datos del Anuario Pontificio. |                      |           |                |            |               |               |                          |                      |            |            |            |